# 費爾莫
費爾莫（意大利语：Fermo）是位於意大利費爾莫省馬爾凱的城鎮。自2009年，費爾莫成為新成立的費爾莫省首府。
費爾莫的面積124平方公里，2007年12月31日人口37,760，人口密度為每平方公里304.5人。

## 地理
費爾莫是位於山上，海拔319米，但離亞得里亞海僅7公里左右。

## 歷史
遠在古羅馬以前，費爾莫就已有人居住。古羅馬時代曾在此設立地方政府，並有大道通往亞得里亞海。
於1199年，費爾莫獲得自治市地位。後來到1550年，被教皇國所吞併。
1861年意大利統一後，為意大利王國一部分。

## 名人
- 安尼巴莱·卡罗：詩人

## 友好城市
- 阿尔巴尼亚培拉特
- 阿根廷布蘭卡港
- 中國威海市
- 德国安斯巴赫
- 墨西哥萊昂